# Acroceratitis ceratitina
Acroceratitis ceratitina är en tvåvingeart som först beskrevs av Mario Bezzi 1913.  Acroceratitis ceratitina ingår i släktet Acroceratitis och familjen borrflugor. Inga underarter finns listade i Catalogue of Life.